# Holly Willoughby
Holly Marie Willoughby (/ˈwɪləbí/ WIL-ə-bee; Brighton, 10 februari 1981) is een Engelse televisiepresentatrice, schrijfster en model. Ze presenteerde diverse televisieprogramma's voor ITV, met name This Morning (2009-2023) en Dancing on Ice (2006-2011, 2018-2025).
Willoughby's andere televisiewerk omvat The Xtra Factor (2008-2009), Text Santa (2011-2013, 2015), The Voice UK (2012-2013), Surprise Surprise (2012-2015), Play to the Whistle (2015-2017), I'm a Celebrity...Get Me Out of Here! (2018), Freeze the Fear with Wim Hof (2022) en The Games (2022). Van 2008 tot 2020 was ze teamcaptain van het comedypanelprogramma Celebrity Juice op ITV2. 
Ze is tevens merkambassadeur voor Marks & Spencer en Garnier.
Willoughby is getrouwd en heeft drie kinderen.